# Коктоган
Коктога́н (каз. Көктоған) — село у складі Карасайського району Алматинської області Казахстану. Входить до складу Єльтайського сільського округу.
У радянські часи існувало два населених пункти Ферма колгоспу імені Чапаєва та Відділення № 3 радгоспу Пригородний, потім називалось Чапаєво
Населення — 447 осіб (2021; 282 у 2009, 237 у 1999, 197 у 1989).